# Шалак, Владимир Иванович
Влади́мир Иванович Шалак (род.  СССР) — российский философ, логик, доктор философских наук (2010), ученый, ведущий научный сотрудник Сектора логики Института философии РАН, с 2017 г. является руководителем Сектора логики Института философии РАН.

## Биография
Родился в семье военного. В 1972 г. закончил среднюю в школу в г. Запорожье. В 1972-1974 гг. учился на физическом факультете Харьковского госуниверситета им. В.Н. Каразина. После обучения на подготовительном отделении в 1979 поступил и в 1984 году окончил Философский факультет МГУ имени М. В. Ломоносова. Во время учебы был активным участником “Логичника” - логического семинара В.А. Смирнова. Закончил аспирантуру кафедры логики Философского факультета МГУ и в 1989 году там же защитил кандидатскую диссертацию на тему «Применение логики в информатике и искусственном интеллекте» . В 2008 г. подготовил докторскую диссертацию на тему “Логический анализ сети Интернет” , но снял ее с защиты, а 2010 г. в Институте философии РАН защитил докторскую диссертацию на тему «Протологика: новый взгляд на природу логического» .
После окончания аспирантуры в 1988-1995 гг. работал в Исследовательском центре проблем искусственного интеллекта АН СССР, позже - РАН РФ. С 1996 г. работает в секторе логики Института философии РАН, с 2017 г. - руководитель сектора.
Женат. Имеет двоих детей и двоих внуков.

## Научная и преподавательская деятельность
Главный редактор журнала «Логические исследования» с 2017 г. Опубликовал более 70 научных работ. Предмет научных исследований — теория логического следования, логический анализ сети Интернет, контент-анализ текстов, античная логика, комбинаторная логика, теория определений, логические методы обнаружения закономерностей.
Основные научные результаты получены в области логического анализа текста, логики вычислительных и алгоритмических процессов, теории логического следования.
Логическое исследование сети Интернет, начатое в конце 90-х гг. XX в., в первой декаде 2000-х гг. увенчалось созданием корпуса логических инструментов для ее анализа, включавших реляционную модели, свойства которой были аксиоматизированы; определение понятия альтернативного логического следования через достаточность истинностных значений посылок для определения истинностного значения заключения, а не через сохранение истинностных значений от посылок к заключению, как в классической логике; систему аксиом логики, соответствующей такому отношению следования, для которой была доказана непротиворечивость и полнота.
На основе этого исследования было сформулировано понятие протологики - версии универсальной логики на уровне абстрактной теории знаков, подразумевающей два вида детерминационных связей между знаками в рамках какого-либо языка, которые существуют в силу одной лишь их знаковой природы: связи между выражениями языка в силу их иерархической композициональной структуры; и связи, обусловленные собственно логическим моделированием - операцией определения-сокращения, побочным эффектом которой является введение новых абстрактных объектов мысли. Эти связи налагают ограничения на возможные способы оперирования ими, и будучи независимыми от возможных интерпретаций языка, могут рассматриваться как основа протологических рассуждений. Идеальная знаковая деятельность логического субъекта, осуществляемая на уровне протологических связей между выражениями языка, уже содержит в себе все необходимые элементы эффективной вычислимости. Была построена протологическая система, доказана ее полнота на множестве вычислимых функций, построена категорная семантика .
В начале 2000-х гг. Шалак В.И. разработал и обосновал концепцию компьютерного контент-анализа с учетом психолингвистических технологий и  создал ряд ее аналитических и прогностических приложений для решения практических задач в психологии, политологии, социологии, экономике и т.д.
Среди коллег известен требовательностью и принципиальной позицией в отношении тщательности и аккуратности научных исследований.

## Система ВААЛ
С 1992 г. является разработчиком семейства программных продуктов, известных как Система ВААЛ , позволяющих прогнозировать эффект неосознаваемого воздействия текстов на массовую аудиторию, анализировать тексты с точки зрения такого воздействия, составлять тексты с заданным вектором воздействия, выявлять личностно-психологические качества авторов текста, проводить углубленный контент-анализ текстов.
В 1997-1998 гг. на основе программных продуктов ВААЛ в некоторых вузах Москвы были разработаны и внедрены учебные дисциплины для студентов, изучающих связи с общественностью.

## Сочинения и публикации
Книги
- Очерки по основаниям логики – М., 2017.
- Введение в логику для философов / Н.Е. Томова, В.И. Шалак – М., 2014.
- О понятии логического следования. – М., 2007.
- Логический анализ сети Интернет. – М.,2005.
- Современный контент-анализ: приложения в области политологии, социологии, психологии, культурологии, экономики и рекламы. – М.: Омега-Л, 2004.

Статьи
- Естественное обобщение тьюринговой модели вычислимости // Логические исследования / Logical Investigations. 2023. T. 29. № 2. С. 9–35. DOI: 10.21146/2074-1472-2023-29-2-9-35
- Минимальная логика для анализа технологий // Интеллектуальные системы. Теория и приложения. 2022. Т. 26. № 1. С. 436–439.
- О проблеме адекватного перевода логических текстов Аристотеля // Логико-философские штудии. 2022. Т. 20. № 2. С. 76–88. DOI: 10.52119/LPHS.2022.40.97.005.
- Об истоках множественности логик // Философский журнал. 2022. Т. 15. № 4. С. 88–97. DOI: 10.21146/2072-0726-2022-15-4-88-97.
- Телеология и целенаправленное поведение: логический анализ // Логические исследования. 2022. Т. 28. № 2. С. 9–39. DOI: 10.21146/2074-1472-2022-28-2-9-39.
- Алгоритмическая модель социальных процессов // Философские проблемы информационных технологий и киберпространства. 2021. № 1. С. 46–62. DOI: 10.17726/philIT.2021.1.3.
- Логика в онтологии процессов // Логич. исслед. / Logical Investigations. 2021. Т. 27 № 2. С. 48–65. DOI: 10.21146/2074-1472-2021-27-2-48-65.
- Аксиоматический метод // Электронная философская энциклопедия. 2020. Т. 9.
- «Сравнительный логический анализ субстанциальной и процессуальной онтологий» // Логич. исслед. / Logical Investigations. 2020. T. 26. № 2. С. 58‒86. DOI: 10.21146/2074-1472-2020-26-2-58-86.
- Алгоритмические явления в природе: модель объяснения // Вопр. философии. 2020. № 11. С. 120‒124. DOI: 10.21146/0042-8744-2020-11-120-124.
- Машина Тьюринга // Электронная философская энциклопедия. 2019. Т. 3. URL: https://www.elenph.org/library/collection/elphilenc/document/HASH01da89fe605d5da81ba2d0f9.
- О процессуальной логике // Вопр. философии. 2019. № 2. С. 35‒40. DOI: 10.31857/S004287440003872‒4.
- О статье А.В. Нехаева «Парадокс Ябло: Лжет ли нам бесконечный лжец?» // Epistemology & Philosophy of Science / Эпистемология и философия науки. 2019. Т. 56. № 3. С. 103‒109. DOI: 10.5840/eps201956352.
- Онтология и логика процессов // Филос. науки. 2019. Т. 62. № 6. С. 138‒150. DOI: 10.30727/0235‒1188‒2019‒62‒6‒138‒150.
- Тезис Пирса: логический анализ и онтологические следствия // Логич. исслед. / Logical Investigations. Т. 25. № 2. С. 138‒163. DOI: 10.21146/2074‒1472‒2019‒25‒2‒138‒163.
- Слабое отношение следования между ламбда-термами // Логич. исслед. / Logical Investigations. 2018. Т. 24. № 2. С. 151-157.
- Анализ vs дедукция // Логич. исслед. / Logical Investigations. 2018. Т. 24. № 1. С. 26-45.
- Логика – территория сомнений // Современная логика: основания, предмет и перспективы развития. Сборник научных статей. М.: ИД "Форум". 2018. С. 83-95.
- Some Remarks on A. Tamminga’s Paper “Correspondence Analysis for Strong Three-valued Logic” // Логич. исслед. / Logical Investigations. 2017. Vol. 23. No. 2. P. 96–97. DOI: 10.21146/2074-1472-2017-23-2-96-97.
- Аналитический подход к решению задач // Логич. исслед. / Logical Investigations. 2017. Т. 23. № 1. С. 121-139.
- Логицизм. Сто лет спустя // Логико-философские штудии. СПб.: изд-во РХГа, 2016. Вып. 14. С. 61-69.
- Социальное программирование // SocioTime / Социальное время. 1(5), 2016. С. 51-60.
- О теориях первого порядка, которые могут быть представлены посредством определений. // Логич. исслед. / Logical Investigations. 2016. Т. 22. № 1. С. 125–135.
- О некоторых теориях первого порядка, которые могут быть представлены посредством определений. // Доклад на международной конференции IX Смирновские чтения, 17-19 июня 2015 г., Москва.
- On the definitional embeddability of the combinatory logic theory into the first order predicate calculus // Логич. исслед./Logical Investigations. 2015. Т. 21. № 2. С. 9–14.
- On the definitional embeddability of some elementary algebraic theories into the first-order predicate calculus // Логич. исслед./Logical Investigations. 2015. Т. 21. № 2. С. 15–20.
- Синтаксическая интерпретация категорических атрибутивных высказываний // Логич. исслед./Logical Investigations. 2015. № 21 (1). С. 60–78.
- On some applied ﬁrst-order theories which can be represented by deﬁnitions // Bulletin of the Section of Logic. 2015. 44/1–2. P. 19–24.
- Протологика и ее структура // Логические исследования. Вып. 20. М.-СПб.: ЦГИ, 2014. C. 198-212.
- Точки сингулярности // Эпистемология & философия науки. 2013. Т. XXXV. № 1. С. 95–97.
- Semiotic foundations of logic // Logical Investigations. Vol. 19 (Special Issue). M.¬ Spb.: C.G.I., 2013. P. 225-237.
- Логика функционального следования // Логические исследования. Вып. 18. М.-СПб.: ЦГИ, 2012. C. 234-238.
- On relational and functional languages // Logic and Logical Philosophy. 2012. Vol. 21. №1. P. 25–32.
- Semiotic foundations of logic // Логика, язык и формальные модели. СПб.: Санкт-Петербургский гос. университет,  2012. С. 232–237.
- Теорема Чейтина. // Доклад на заседании научного семинара сектора логики Института философии РАН апрель 2012.
- О генетическом методе // Логические исследования. Вып.17. М.-СПб.: ЦГИ, 2011. - С. 281-292.
- Два подхода к построению логики. // Логические исследования. Вып.17. М.-СПб.: ЦГИ, 2011. - С. 269-280.
- Автореферат докторской диссертации "Протологика: новый взгляд на природу логического", 2010.
- Доклад на заседании научного семинара сектора логики Института философии РАН 6 мая 2010 г.
- Логика функций vs логика отношений // Логические исследования. Вып.16. М.: Наука, 2010. - С.259-271.
- Лингвистический априоризм // Труды научно-исследовательского семинара Логического центра Института философии РАН. Вып. XIX. М., 2009. - С. 104-114.
- Протологика // Вестник ВятГГУ. 2009, № 1(1). - С. 12-17.
- Логика апорий // Полигнозис. 2009, №1. - С.25-31.
- Шейнфинкель и комбинаторная логика // Логические исследования. Вып.15. -М.: Наука, 2009. - С. 247-265.
- Логический анализ дефинициальной дедукции // Логические исследования. Вып.15. - М.: Наука, 2009. - С. 266-283.
- О скрытых математических структурах языка // Полигнозис. 2008, №3. - С. 31-36.
- Канон и органон // Эпистемология & философия науки. 2008, Т.XIV, №4. - С. 210-217.
- Против апорий// Противоположности и парадоксы. М.: "Канон+" РООИ "Реабилитация", 2008. - С.189-204.
- О понятии доказательства // Логические исследования. Вып.14. М.: Наука, 2007. - С.301-305.
- Логика термов // Логические исследования. Вып.14. М.: Наука, 2007. - С. 286-300.
- Об альтернативном определении логического следования// Эпистемология & философия науки. 2007, Т. XIII, №3, - С.199-205.
- О логическом следовании // Вестник МГУ, Серия 7: Философия. N5. 2007. С.89-100.
- Альтернативная теория следования// Логические исследования. Вып.13. – М.: Наука, 2007.
- Логическая модель сети Интернет// Труды научно-исследовательского семинара логического центра Института философии РАН 2006. – М., 2007.
- О понятии логического следования// Логические исследования. Вып.13. – М.: Наука, 2006.
- Логика абелевых групп// Логические исследования. Вып.11. – М.: Наука, 2004.
- Логика групп и свободные группы// Логические исследования. Вып.11. – М.: Наука, 2004.
- Логика групп// Труды научно-исследовательского семинара Логического центра Института философии РАН. Вып. . – М., 2004.
- Реляционная интерпретация классической логики высказываний// Труды научно-исследовательского семинара Логического центра Института философии РАН 1999. – М.
- Теория пропозициональных программ II// Логические исследования. Вып.5. - М.: Наука, 1998 г.
- Теория пропозициональных программ// Труды научно-исследовательского семинара логического центра Института философии РАН 1997. – М., 1998.
- Реляционная интерпретация классической логики высказываний// Труды научно-исследовательского семинара логического центра Института философии РАН 1998. – М., 1999.
- Динамическая интерпретация высказываний// Логические исследования. Вып.2. – М.: Наука, 1993
- Силлогистика, логика предикатов, модальная логика и автоматическое доказательство теорем// "Логические методы в компьютерных науках". – Труды научно-исследовательского семинара по логике Института философии АН СССР, Москва, 1991.
- На пути к категорной характеризации релевантной логики // "Синтаксические и семантические исследования неэкстенсиональных логик" – М.: Наука, 1989.